# 光学的深さ
光学的深さ（こうがくてきふかさ、英: optical depth）は、光学において透明さを表す指標となる量のこと。ギリシャ文字 {\displaystyle \tau } で表される。
光が物体中を単位距離進むごとに強さ（放射発散度）が {\displaystyle t} 倍になるとする（通常は光が吸収されるので {\displaystyle t<1} である）。距離 {\displaystyle x} 進むと元の {\displaystyle t^{x}} 倍の強さとなる。つまり、物体表面から距離 {\displaystyle x} だけ進んだ位置での透過率 {\displaystyle T} は：
{\displaystyle T=t^{x}}
である。これは吸収係数 {\displaystyle \alpha =-\ln t} を用いて：
{\displaystyle T=\mathrm {e} ^{-\alpha x}}
と表される。
この {\displaystyle \alpha x} を、位置 {\displaystyle x} における光学的深さ {\displaystyle \tau } と呼び、
特に物体全体を透過して測った光学的深さを、その物体の光学的厚さと呼ぶ。